# Museo del Cine Pablo Ducrós Hicken

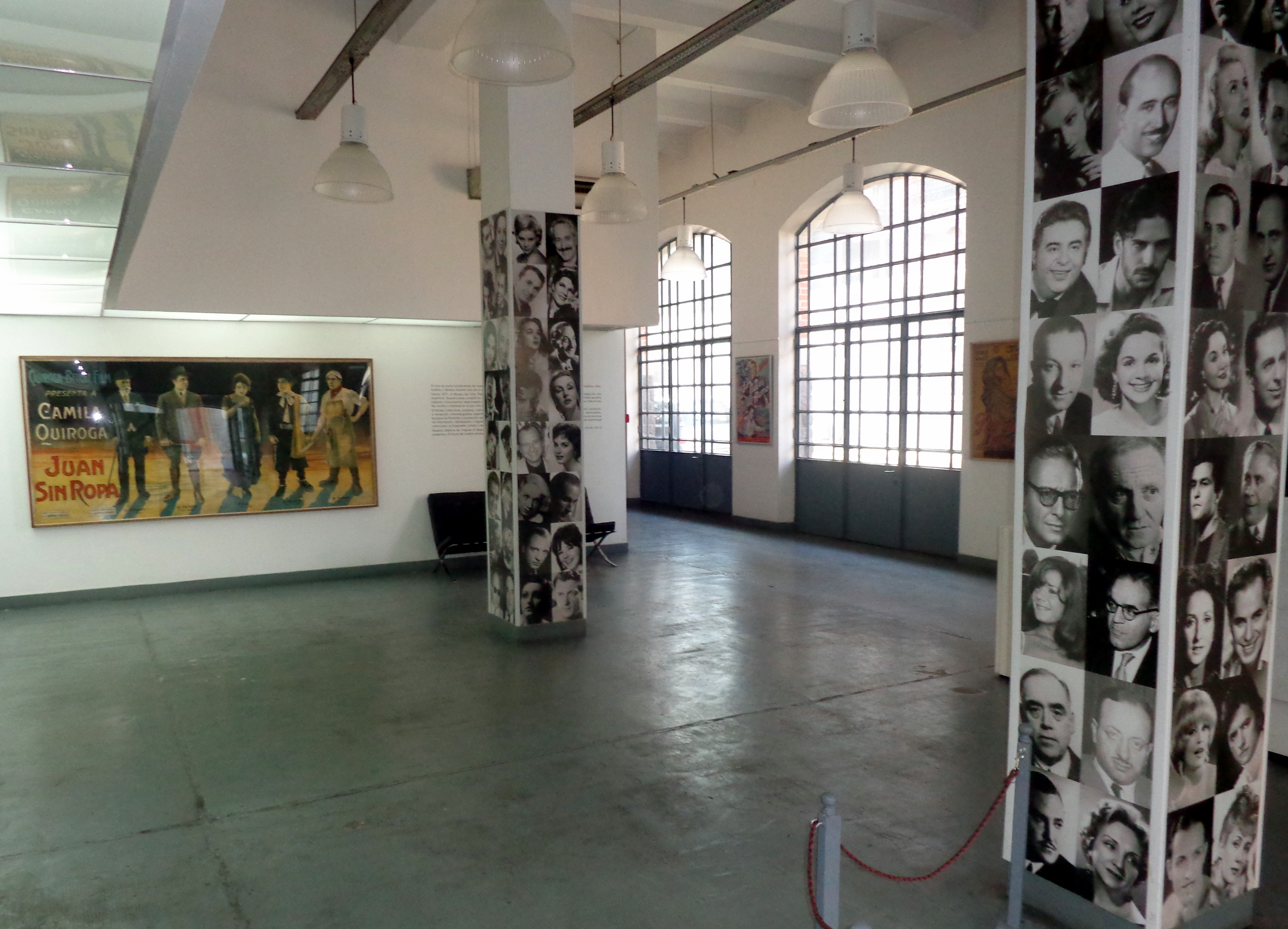
Hall de entrada.

El Museo del Cine Pablo Ducrós Hicken, fundado en 1971, está dedicado a la preservación, investigación y difusión del arte cinematográfico argentino.
En la actualidad tiene dos sedes que se encuentran en el barrio de La Boca de la ciudad de Buenos Aires, la principal en Agustín R. Caffarena 51 y la correspondiente a su archivo, videoteca, biblioteca y hemeroteca, en Ministro Brin 615.
El patrimonio del museo fue donado por la viuda de Pablo Cristian Ducrós Hicken, ya que el material pertenecía a la colección particular de ese ensayista argentino.

## Historia de las sedes del museo
Fue fundado en octubre de 1971, y su primera sede funcionaba dentro del Teatro General San Martín. Luego fue mudado a la sede de una fundación desaparecida, el exInstituto Torcuato Di Tella. A continuación estuvo un tiempo en el antiguo edificio del Asilo General de Ancianos de Plaza Francia (Asilo General Viamonte), hoy sede el Centro Cultural Recoleta. En 1983 fue trasladado a otro edificio céntrico ubicado en la calle Sarmiento, donde permaneció hasta 1997, cuando fue mudado a Defensa 1220, en el histórico barrio de San Telmo. Después de un prolongado período sin sede alguna, durante el cual la colección estuvo precariamente almacenada en un galpón del barrio de Barracas, en Buenos Aires, pasó a ocupar un ámbito importante en la zona portuaria de la Boca, calle Caffarena n.° 49. Se trata de un histórico edificio anexo a la Usina Eléctrica Dársena Sud, inicialmente construido para alojamiento del personal jerárquico de una de las antiguas compañías distribuidoras de electricidad de la ciudad, la CIAE ("Compañía Ítalo Argentina de Electricidad", en realidad de capitales suizos).
Funcionando desde junio de 2011 en el histórico edificio de ladrillos vistos, de estilo romántico lombardo, inaugurado en 1916, el Museo cuenta ahora con salas de exposición permanente y temporaria, un microcine para 35 personas, y en otra sede que concentra sus archivos en la calle Ministro Brin 617 se encuentra un centro de documentación con biblioteca, videoteca y hemeroteca, talleres de conservación, un departamento de museología, curaduría e investigaciones, un centro de catalogación, una isla de edición, depósitos con más de 400 aparatos de registro y reproducción de imágenes (hay equipos Lumière, Pathé y Gaumont, cámaras fotográficas caseras, proyectores. moviolas y visionadoras profesionales). El Museo cuenta también con 3.000 afiches originales de películas argentinas, 360 bocetos de escenografía y vestuario y 400 piezas de vestuario utilizadas en filmes argentinos, y 60.000 fotografías de películas y personalidades del cine.

## Origen y breve reseña histórica

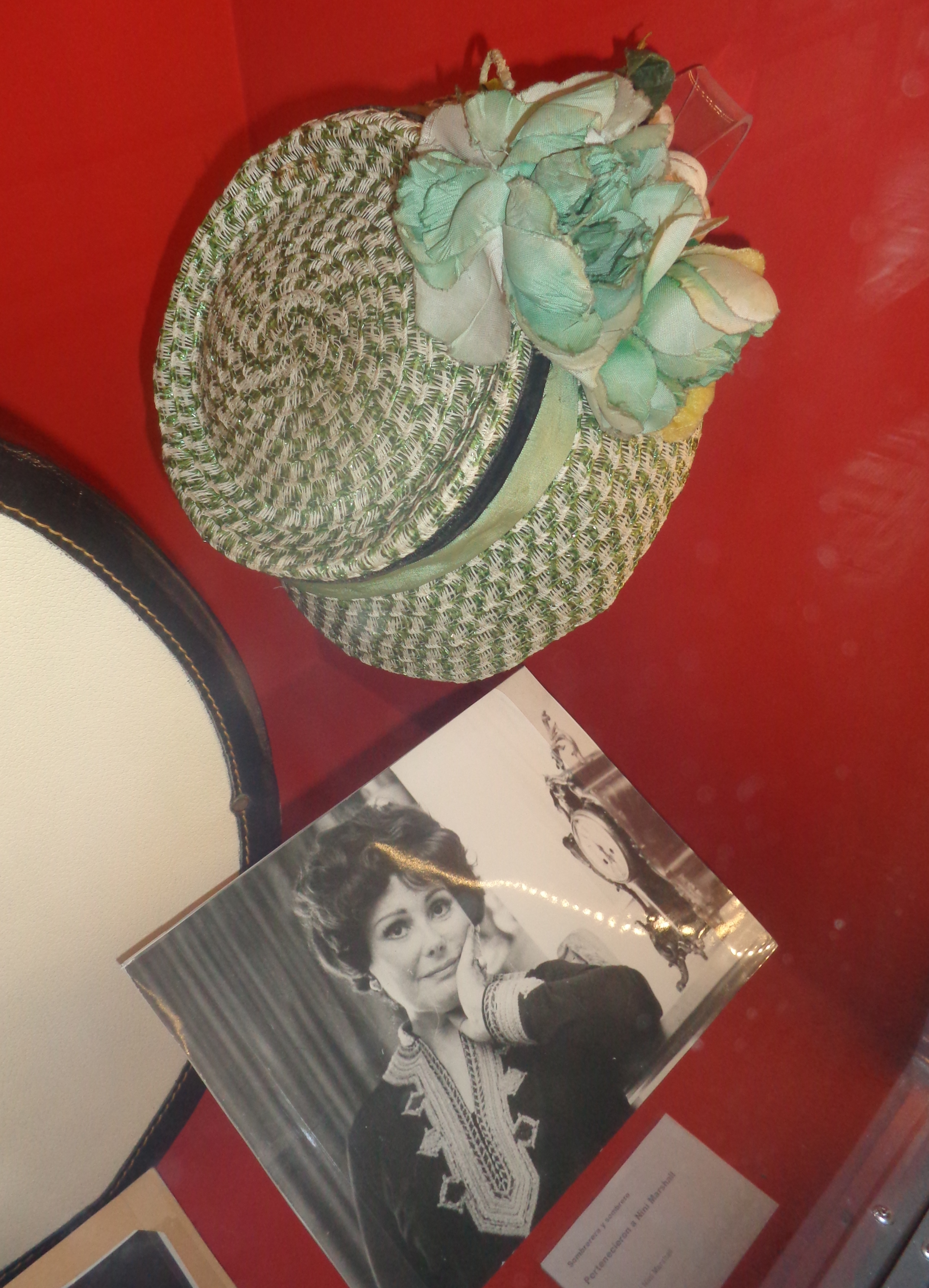
Sombrero y foto de Niní Marshall exhibidos en el museo.

El Museo del Cine Pablo Ducrós Hicken fue creado el 1 de octubre de 1971 en virtud de la donación que la señora Jacinta Vicente de Ducrós Hicken hiciera de la colección cinematográfica de su fallecido esposo Pablo Ducrós Hicken. La única condición era que el nuevo organismo llevara el nombre del investigador, periodista, ensayista, realizador y miembro del Instituto Nacional Sanmartiniano. Es entonces que, desde el 23 de mayo de 1975 lleva su actual denominación: Museo del Cine “Pablo C. Ducrós Hicken”.
La misión del Museo del Cine estaba definida en el acta fundacional por seis puntos, teniendo como primero, el de “exhibir, acrecentar y conservar los objetos que forman parte de su patrimonio”.
De tal manera, los elementos que preserva el Museo del Cine no son sólo películas, sino también objetos utilizados en algún momento de realización o exhibición de un film. Así es como cámaras, escenografías, moviolas, proyectores y diversos elementos de la técnica cinematográfica se suman a piezas de vestuario, maquetas, utilería, apliques y toda documentación relacionada con las producciones nacionales: guiones, planes de rodaje, informes de producción, gacetillas, fotografías, pressbooks, publicidades y críticas. A su cineteca, que resguarda la colección cinematográfica de carácter público más importante del país, añade su videoteca, hemeroteca y biblioteca de materiales relacionados con el desarrollo del cine. En su misión, se observa la difusión del séptimo arte, y es así que el Museo del Cine programa regularmente en diversas instituciones del país y en festivales internacionales, el BAFICI es uno de ellos, películas del primitivo cine argentino como también la obra de nuevos directores.

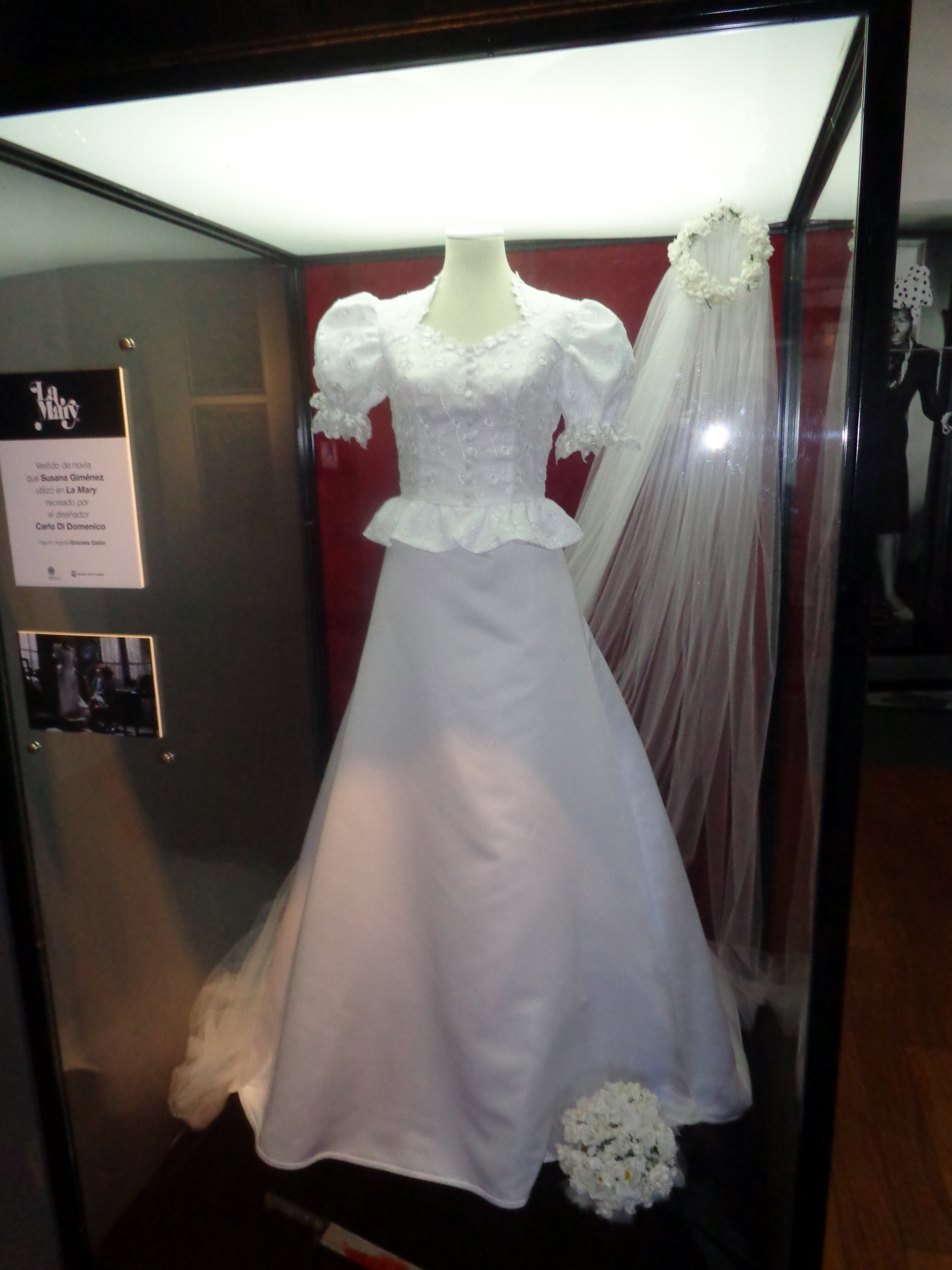
Vestido de novia utilizado por Susana Giménez en la película La Mary, recreado por el diseñador Carlo Di Doménico.

El crítico e investigador Jorge Miguel Couselo fue el primero en dirigir su funcionamiento desde febrero de 1972 hasta mayo de 1976. Le sucedió el fundador de la Cinemateca Argentina y reconocido crítico Rolando Fustiñana (Roland) hasta julio de 1981. En lo sucesivo sus directores fueron Guillermo Fernández Jurado, José María Poirier Lalanne y David Blaustein. Desde 2008, su directora es la investigadora y profesora Paula Félix-Didier.
Entre sus actos destacados, en 1999 realizó una encuesta para determinar las películas más importantes de la historia del cine, de la que participaron 100 investigadores y críticos votando un total de 851 largometrajes. Los primeros lugares fueron ocupados por Crónica de un niño solo; Camila; Las aguas bajan turbias; La Patagonia rebelde; Rosaura a la diez; El romance del Aniceto y la Francisca; Prisioneros de la tierra; La tregua; La guerra gaucha; La historia oficial; Juan Moreira, Mundo Grúa; Tiempo de Revancha; Apenas un delincuente; Pizza, birra, faso y Hombre mirando al sudeste. Consecutivamente desde 1973 realiza la “Noche de Homenaje al Cine Argentino” distinguiendo la trayectoria de los grandes nombres del cine nacional con la entrega de una réplica de la Cámara Pathé con la que Mario Gallo filmó El fusilamiento de Dorrego, en 1910.
Entre sus colecciones fílmicas se destacan los noticieros Sucesos Argentinos, EPA, Noticiario Panamericano y Nuevediario, que integra la colección Canal 9. También la colección Manuel Peña Rodríguez, que ha permitido el rescate de varias películas mudas argentinas que se creían perdidas y del clásico alemán Metrópolis, de Fritz Lang, en una versión casi completa y tal como fuera presentada en su estreno. Debe destacarse la cámara Lumiere original que posee el Museo, la Pathé con la que Gallo rodara la primera producción profesional del cine argentino, La revolución de Mayo, la partitura original de La dama duende, autógrafa de Julián Bautista, su compositor. La escenografía diseñada por Voytec para ´´Yo, la peor de todas´´ sumada a vestuario de diversos filmes de María Luisa Bemberg; y los premios como el Oso de Berlín ganado por Leopoldo Torre Nilsson y el Premio Cóndor al cine nacional de la Academia de Cine de la Argentina, entre otros. El Museo posee las colecciones del escenógrafo Gori Muñoz, del afichista Orlando Venturi y de reconocidos críticos como Domingo Di Núbila y Jorge Miguel Couselo.

## Riqueza fílmica
Lo más valioso de la colección del Museo son sus 65.000 rollos de películas de 16 y 35 milímetros, que incluyen desde producciones de los primeros años del cine mudo hasta las más modernas.
En 2008 se halló en este archivo la única copia prácticamente completa de una de las joyas del período mudo, el filme alemán Metrópolis: 26 minutos que se consideraban perdidos, y que han permitido lanzar una edición remasterizada de esa obra de Fritz Lang.
Completan el acervo del museo 12.000 latas del noticiero cinematográfico Sucesos Argentinos, que abarcan 40 años de ediciones a partir de 1938, y una cifra similar de latas del archivo fílmico de noticias del Canal 9 de Buenos Aires.

## Sus directores
Jorge Miguel Couselo fue un crítico de cine y periodista que fue reconocido como un importante historiador del cine que sentó las bases de esa materia en su país.Fue Secretario de Redacción del Heraldo del Cine y también trabajó en Leoplán, El Mundo, La Opinión y Clarín. Escribió, entre otros, El Negro Ferreyra, un cine por instinto; Gardel, mito y realidad. En 1984 fue designado como interventor del Ente de Calificación Cinematográfica para disolver ese cuestionado organismo censor. Dirigió el Museo del Cine entre 1972 y 1976.
Rolando Fustiñana, conocido como Roland, fue un crítico de cine argentino fundador de la Cinemateca Argentina y fue vicepresidente de la FIAF. Comenzó su labor como crítico en 1936 en el diario Crítica y en 1942 creó el "Cine Club" y el periódico "Gente de Cine". En 1957 creó el Centro de Investigación de la Historia del Cine Argentino. Fue profesor del Centro de Experimentación del Instituto Nacional de Cinematografía y director del Museo del Cine entre 1976 y 1981.
Guillermo Fernández Jurado fue un crítico de cine, periodista, director y documentalista de cine. Estuvo casado muchos años con Paulina Fernández Jurado. Desde 1964 y hasta su fallecimiento dirigió la Fundación Cinemateca Argentina. Dirigió ocho largometrajes y su cortometraje Diario obtuvo el Oso de Plata en el Festival de Cine Internacional de Berlín (1957). Dirigió el Museo del Cine entre 1981 y 1996.
José María Poirier-Lalanne (Buenos Aires, 1950). Periodista egresado de la Escuela Superior de Buenos Aires y licenciado en Filosofía egresado de la Universidad Lateranense de Roma. Desde 1996 es director de la revista Criterio, publicación de orientación católica y liberal. Fue rector de la Escuela Superior de Periodismo del Instituto Grafotécnico. Miembro fundador de la filial argentina de la Organización Católica Internacional del Cine (OCiC). Dirigió el Museo del Cine entre 1996 y 2000.
David Blaustein. Entre 1978 y 1983 estudió en el Centro Universitario de Estudios Cinematográficos y luego en el Instituto Oficial de TVE, de donde egresó. Fue Director Nacional de Difusión Audiovisual de la Secretaría de Cultura de la Nación. Integró la comisión directiva de la Academia de Cine argentina y es miembro de la Fundación Nuevo Cine Latinoamericano. Profesor de la Maestría en Periodismo de la Facultad de Ciencias Sociales de la UBA. Entre sus filmes se encuentran Cazadores de Utopías, Botín de Guerra y Hacer Patria. Dirigió el Museo del Cine entre 2000 y 2008.
Paula Félix-Didier (nació en Buenos Aires). Historiadora egresada en la Universidad de Buenos Aires, Magíster en Archivo y Preservación de Medios Audiovisuales, egresada de la New York University y maestranda en Investigación Histórica de la Universidad de San Andrés. Codirigió la revista Film y Film On Line (entre 1993 y 2003). Docente de la Universidad de Tres de Febrero y de la Universidad del Cine. Fue Galardonada por la Asociación de Críticos de Los Ángeles con el premio Legacy of Cinema. Es directora del Museo del Cine "Pablo D. Hicken" desde 2008 hasta la fecha.

## Cronología histórica
- 1971: Por ordenanza de 1° de octubre, del Intendente Saturnino Montero Ruiz, se crea el Museo del Cine dependiente de la Secretaría de Cultura de la Municipalidad de la Ciudad de Buenos Aires. La primera sede del Museo es el Centro Cultural San Martín.
- 1972: En febrero de este año, asume la dirección el crítico, investigador e historiador Jorge Miguel Couselo.
- 1973: El Museo organiza la primera edición de la Noche de Homenaje al Cine Argentino, evento en el que se entrega una distinción –una réplica de la cámara Pathé- a figuras señeras del medio cinematográfico.
- 1975: A partir del 23 de mayo, el Museo toma el nombre del investigador, ensayista, crítico, artista plástico y coleccionista Pablo Christian Ducrós Hicken, cuya viuda dona a la Ciudad de Buenos Aires su valiosa colección de objetos cinematográficos (Cámaras, proyectores, etc).
- 1976: Asume la dirección el crítico, fundador de la Cinemateca Argentina y director de la Escuela de cine del Instituto Nacional de Cinematografía, Andrés Rolando Fustiñana (Roland).
- 1978: El Museo debe abandonar su sede en el Centro Cultural San Martín. En su lugar se instala el Ente Autónomo Mundial 78. Provisoriamente, el Museo se aloja en la trastienda del desaparecido Instituto Di Tella, en Florida 936.
- 1979: Nueva mudanza al ex Asilo Viamonte, en Junín 1930, donde posteriormente se instalará el centro Cultural Recoleta.
- 1981: En julio, ante la jubilación de Roland, asume interinamente la dirección del Museo María Inés Soler.
En agosto es designado director Guillermo Fernández Jurado, realizador, investigador y presidente de la Fundación Cinemateca Argentina.
- 1983: Se asigna al Museo el edificio de Sarmiento 2573, antigua sede de la Escuela Carlos Tejedor. El Museo recibe el archivo fílmico del noticiero Sucesos Argentinos.
- 1996: Debido al alejamiento de Guillermo Fernández Jurado, es director interino del Museo el Sr. Jorge Oliva.
En mayo es designado director el profesor José María Poirier.
El Museo cumple 25 años, se organiza la Noche del Cine Argentino.
- 1997: La Secretaria de Cultura del Gobierno de la Ciudad, Lic. María Sáenz Quesada empieza a trabajar la iniciativa del Polo Sur Cultural, emprendimiento edilicio que alojaría a los museos del Cine y de Arte Moderno, uniendo los edificios de ambos y abarcando la totalidad de la esquina de San Juan y Defensa. El proyecto lo ofrece a la Ciudad el arquitecto Emilio Ambász. La fecha prevista de inauguración del complejo se prevé para el año 2002.
- 1998: Mudanza del Museo al edificio de Defensa 1220, antigua sede de la empresa IGGAM.
- 2000: El 6 de octubre asume la dirección del Museo el realizador David Blaustein.
- 2001: El Museo cumple 30 años. Se organiza la Noche del Cine Argentino y se publica un número especial de La mirada cautiva, con un dossier alusivo.
- 2005: Ante la inminencia de la iniciación de las obras en Defensa 1220, se realiza una nueva mudanza. El Museo se divide: los depósitos de material fílmico se ubican en Salmún Feijóo 555 (Barracas) y el centro de documentación y otras dependencias administrativas en Avenida de Mayo 525.
- 2007: Ante el alejamiento de Blaustein, asume interinamente la dirección la Sra. María del Carmen Vieites. Todo el Museo se muda a Salmún Feijóo 525, ocupando parte del segundo piso del antiguo edificio de la empresa textil Piccaluga, propiedad del Correo Oficial.
- 2008: Es designada directora la Prof. Paula Félix Didier.
- 2011: Se inaugura la nueva sede del Museo del Cine en la calle Caffarena 49, en el Barrio de La Boca
- 2014: Se inaugura la subsede técnico-administrativa del Museo del Cine en la calle Ministro Brin 617.